# Salteña
La salteña è uno snack della cucina boliviana originario della città di Salta, in Argentina. Si tratta di una sfoglia ripiena di carne stufata, uova e olive.

## Origini
Questa pietanza venne ideata nel 1831 da Juana Manuela Gorriti, una donna argentina originaria di Salta che era stata mandata in esilio con la sua famiglia dal dittatore Juan Manuel de Rosas nella città di Tarija, in Bolivia. Per via delle finanze ristrette, la famiglia iniziò a vendere per strada questo tipo di empanada. Gorriti avrebbe in seguito sposato il presidente boliviano Manuel Isidoro Belzu.

## Diffusione
Questo snack viene consumato per strada, nei chioschi oppure nelle cosiddette salteñeria. È disponibile in diverse varianti che si differenziano dal ripieno. Affinché non ci si sbrodoli, le salteña vengono addentate da una estremità per risucchiare il brodo, dopodiché si raccoglie il ripieno con un cucchiaio.
Le salteña vengono consumate prevalentemente a metà giornata oppure alle feste di compleanno che in tale occasione prendono il nome di salteñada.